# Athyrma pulcherrima
Athyrma pulcherrima là một loài bướm đêm trong họ Erebidae.